# Ještěrka perlová
Ještěrka perlová (Timon lepidus, případně Lacerta lepidus, Lacerta lepida) je druh ještěrky z čeledi ještěrkovitých. S délkou těla 50–70 cm (vzácně až 90 cm) je zřejmě největším zástupcem čeledi na území Evropy. V Česku je k vidění například v zoo Hluboká.

## Výskyt
Její domovinou je jihozápad evropského kontinentu (zejména Pyrenejský poloostrov – Španělsko, Portugalsko, ale také jižní Francie a severozápad Itálie). Na těchto místech žije obvykle v nížinných biotopech, osídluje též kulturní krajinu (prostředí zčásti přeměněné člověkem). Pohybovat se může však i ve vyšších nadmořských výškách (viz Prostředí a život).

## Popis
Ještěrka perlová je jednou z největších ještěrek. Dospělý exemplář dosahuje celkové délky 45–70 cm včetně ocasu (vzácně až 90 cm) a hmotnosti 130–180 g, ojediněle až 350 g nebo 500 g. Samci jsou robustnější a celkově větší než samice; při stejné velikosti je samec o 4–8 % těžší a hlava samce je zhruba o 4,2 % masivnější. Jedinci žijící v jižnějších oblastech dosahují větších rozměru. Ocas je u kořene tlustý, ke konci se postupně zužuje a bývá až dvakrát delší něž samotné tělo; při průměrné velikosti je cca 30–40 cm dlouhý, přičemž samotné tělo je dlouhé jen okolo 20 cm. Největších délek dosahují jedinci s původním (neregenerovaným) ocasem. Vylíhlá mláďata mají tělo dlouhé obvykle 4–5 až 12 cm.

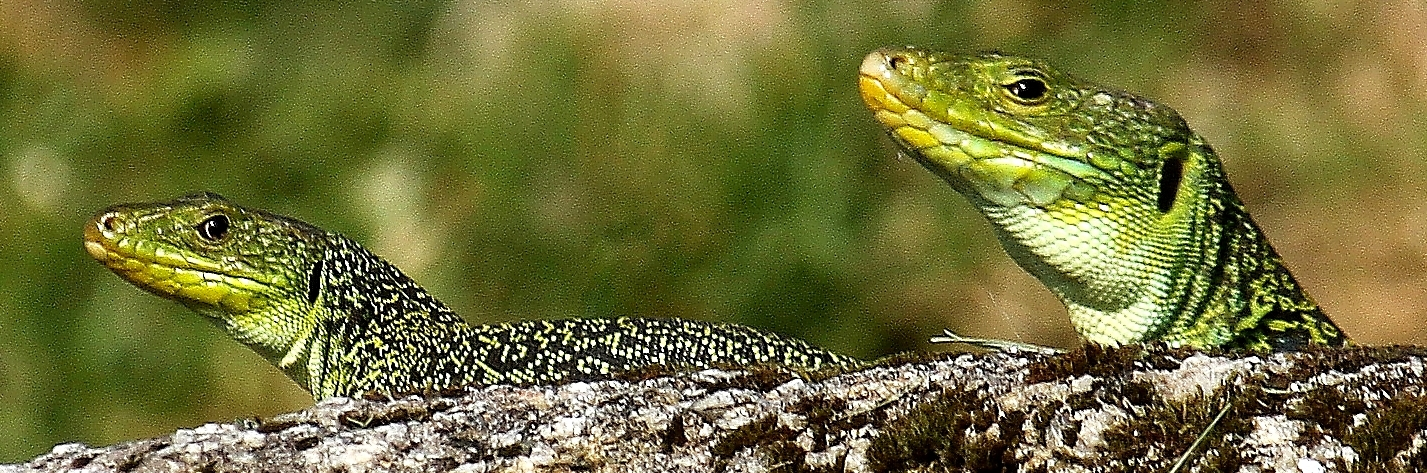
Vlevo samice, vpravo samec

Jedná se o statnou ještěrku s mohutnou stavbou těla. Samec má mimořádně velkou hlavu a mocné čelisti, které používá k lapání kořisti i k obraně (člověka dokáže velmi bolestivě kousnout). Krk je opatřený zoubkovaným límcem. Dlouhé a silné nohy mají zakřivené drápy. Ocas je snadno oddělitelný, čehož ještěrka využívá při úprku před predátorem. Zbarvení hřbetu je obvykle zelené, na hlavě a ocasu našedlé až nahnědlé. Na bocích těla vyniká černá rozeta s výraznými, blankytně modrými fleky. Spodek těla je nažloutlý až nazelenalý. Samec je zbarven jasněji a v kresbě je pestřejší. Mláďata jsou zbarvena různě – mohou být zelená, šedá, nebo hnědá s bílými a černě orámovanými skvrnami téměř po celém těle kromě břišních partií. Tělesné parametry, zbarvení a vzorování se liší v rámci oddělených populací a obývaných lokalit. Jsou známi i melanističtí jedinci nebo albíni.

### Poddruhy
Ještěrka perlová se dělí na tři, případně čtyři poddruhy na základě geograficky oddělených populací.
- Timon lepidus lepidus (Daudin, 1802)
- Timon lepidus ibericus (López-Seoane, 1884)
- Timon lepidus nevadensis (Buchholz, 1963)
- Timon lepidus oteroi (Castroviejo & Mateo, 1998)

Studie z roku 2017 objevila poměrně malou formu této ještěrky s průměrnou délkou těla pouhých 14 cm, a to v centrální části Pyrenejského poloostrova (Španělsko – Sierra de Gredos). Patrně se, tak jako další, začlení mezi poddruhy, nebo bude označena za monotypický druh.

## Prostředí a život

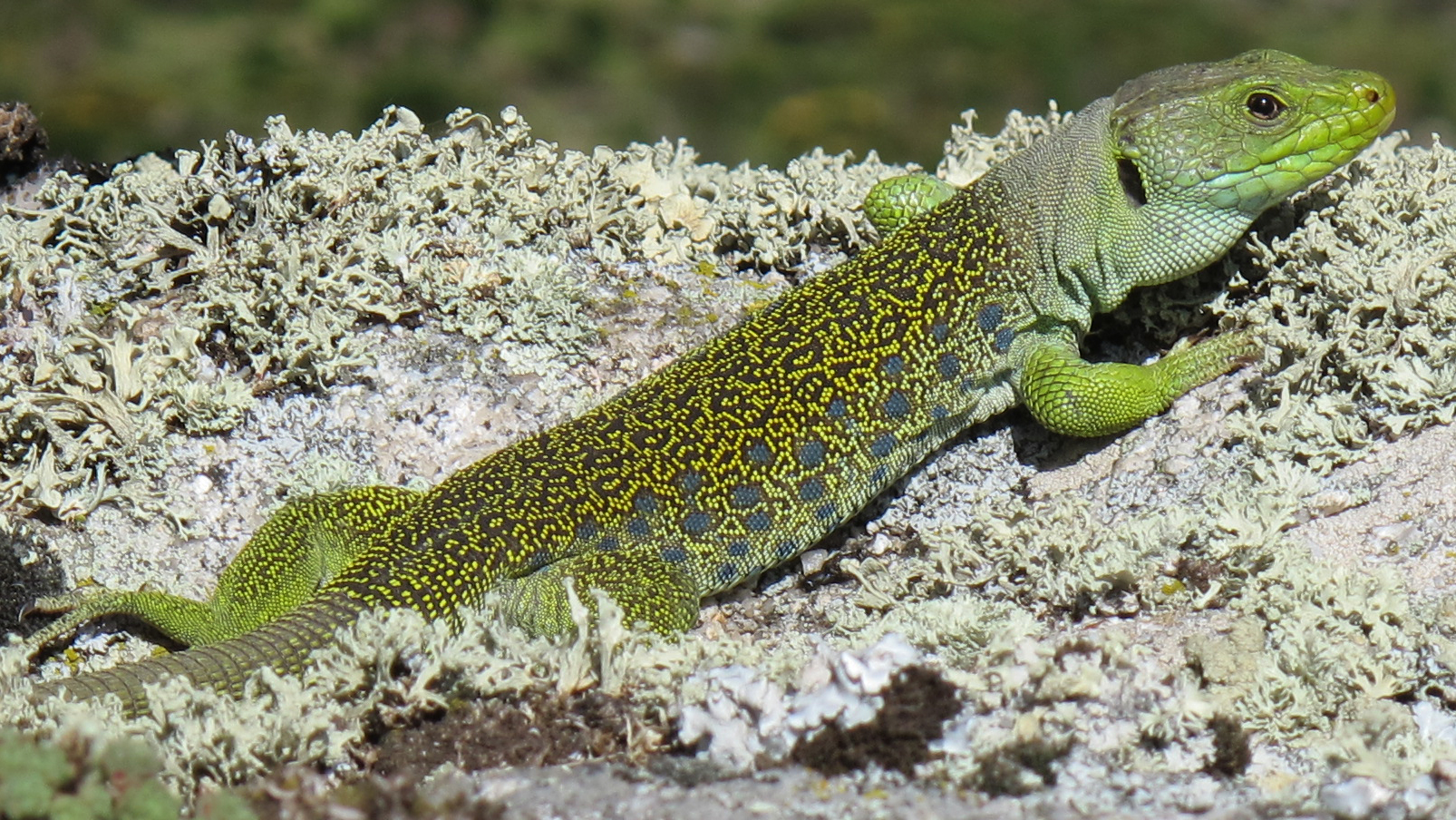
Dospělý exemplář (samec)

Obývá různé druhy biotopů, podnebně jí vyhovují suchá, horká léta a chladné, deštivé zimy (ty přečkává v hibernaci). Preferuje otevřenou krajinu se smíšeným porostem křovin a stromů, skalnaté a písčité plochy, případně olivové háje a vinice. Na těchto místech se skrývá v puklinách a mezi kameny, v dutinách stromů a také ve vlastních či cizích (převážně zaječích) norách. Pohybuje se i ve vyšších nadmořských výškách, obvykle do 700–1000 metrů, maximálně asi do 2500 metrů. Zdržuje se převážně na zemi, ale bez problému vyšplhá na skálu nebo vzrostlý strom. Vyžaduje prostředí s množstvím trvalých úkrytů.

### Potrava
Ještěrka perlová se živí zejména větším hmyzem, obzvláště brouky, ale i kobylkami, cvrčky, pavouky nebo hlemýždi. Vybírá také ptačí hnízda a příležitostně uloví i jiné plazy, drobná mláďata savců (např. mládě králíka) a štíry. Může konzumovat i rostlinnou potravu, zejména pak květy nebo přezrálé plody (sladké ovoce). Nejaktivnější je těsně před hibernací a po ní, kdy je vyhladovělá.
Rozbor žaludku u 21 jedinců z Francie odhalil přítomnost až 14 různých řádů bezobratlých, z toho 57 % brouků, 12 % rovnokřídlých a 9 % blanokřídlých.

### Rozmnožování, věk

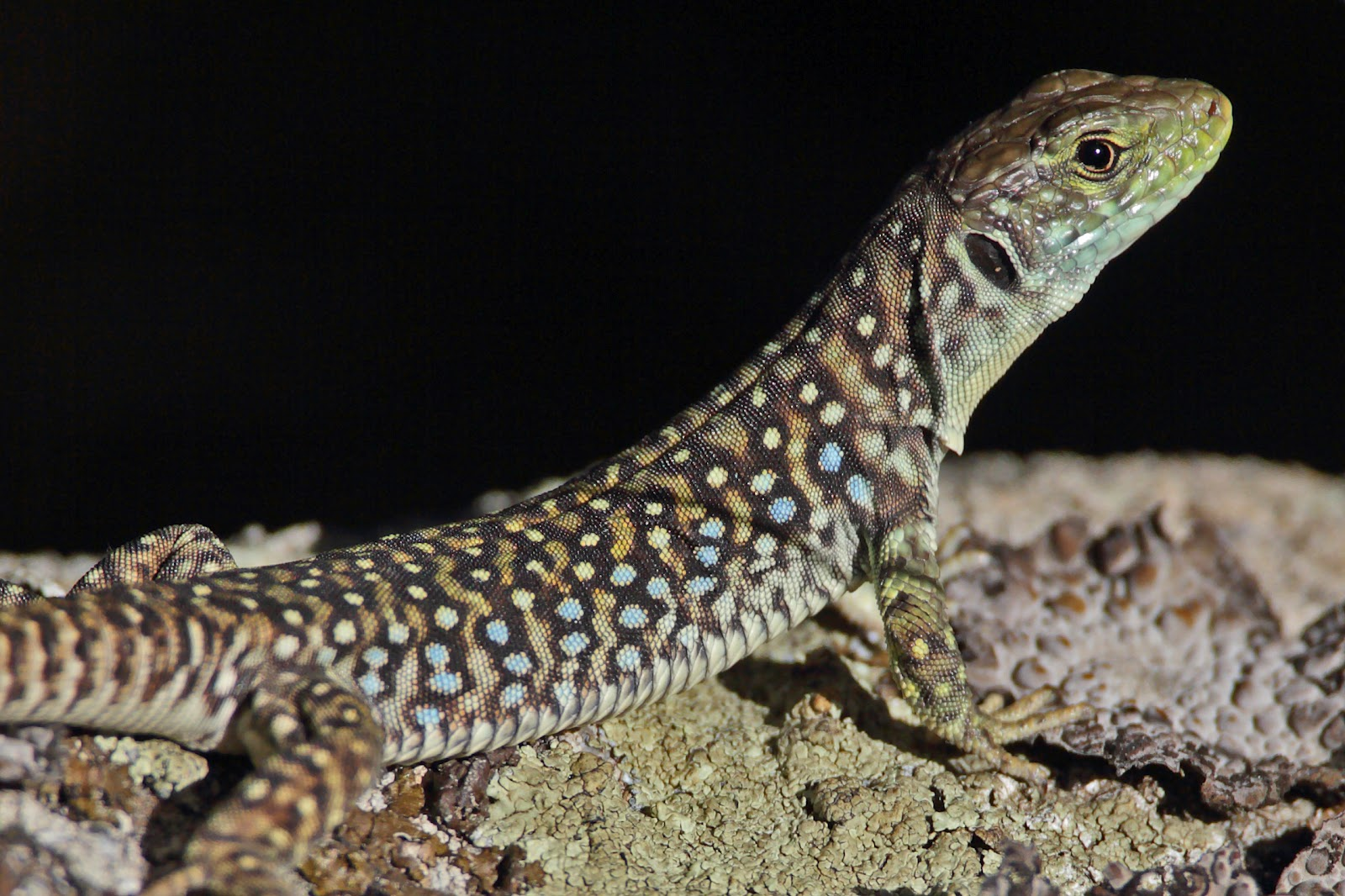
Mladý (nedospělý) jedinec. Takzvané perly nebo „očka“ (bílé s černým okrajem), podle nichž dostal druh jméno, jsou dobře vidět zejména na mladých ještěrkách.

Druh je zpravidla monogamní. Během jedné sezóny mohou mít samice 1–2, případně až 3 snůšky. Reprodukční období nastává koncem jara či začátkem léta. Samec je teritoriální a se svými souputníky svádí energické souboje. Často hrozí specifickými postoji a otevřenou tlamou. K nalezení družky si pomáhá tím, že po okolí trousí svůj pach skrze stehenní póry. Kopulace je krátká, asi pětiminutová, avšak opakovaná. Přibližně tři měsíce po páření (červen–červenec) samice snese asi 20–23 vajec (případně max. 20, přičemž mladá samice podstatně méně), které schová pod kameny, větvemi, v podestýlce z listí, nebo je zahrabe do vlhké zeminy. Asi za 8–14 týdnů se vylíhnou malé ještěrky s délkou těla 4–12 cm. Jsou navzájem poměrně agresivní a bojují mezi sebou o potravu. Pohlavně vyzrálé jsou asi ve 2–3 letech, v pozdějším věku spíše samice. Pářit se mohou i dříve, ale snůšky pak nebývají oplozené. Ověřená délka života je pět a více let, ale předpokládá se, že mohou žít i 12–20 let.

## Ohrožení
Mezinárodní svaz ochrany přírody (IUCN) hodnotí druh jako téměř ohrožený. Počet jedinců se pravděpodobně snižuje. Známky poklesu byly hlášeny v několika regionech včetně Portugalska, Španělska, Francie a Itálie (údaje z let 2004 až 2015). Především v Itálii jsou některé populace téměř zaniklé. Příčinou je fragmentace stanovišť a obecně ztráta vhodných lokalit. Ještěrky potřebují k životu dostatečné množství úkrytů. Některé z nich jsou přímo závislé na vyhloubených norách, které přebírají po králících nebo hlodavcích, proto je pro ně přítomnost těchto savců žádoucí (mizí-li z lokality, populace ještěrek rovněž podstatně klesá). Ve Španělsku (kde je nejčetnější) a v Portugalsku je ještěrka perlová zákonem chráněná.